# Fluorfluorosulfonat
Fluorfluorosulfonat, FSO3F ist eine chemische Verbindung aus der Gruppe der Fluorosulfonate mit dem Fluor.

## Gewinnung und Darstellung
Die Verbindung kann durch die Reaktion von Schwefeltrioxid und Fluor bei einer Temperatur von 200 °C hergestellt werden.
{\displaystyle {\ce {SO3 + F2 -> FOSO2F}}}

## Eigenschaften
Fluorfluorosulfonat ist ein starkes Oxidationsmittel, welches auch potentiell explosiv ist.
Es reagiert mit Basen zu dem Fluorosulfonat-Anion, dem Fluorid-Ion, Wasser und Sauerstoff.
{\displaystyle {\ce {FSO3F + 2 OH- -> SO3F- + F- + H2O + 1/2O2}}}
Mit Kaliumiodid reagiert es zu Kaliumfluorosulfonat, Kaliumfluorid und Iod.
{\displaystyle {\ce {FSO3F + 2 KI -> KSO3F + KF + I2}}}